# محمد راشد سرور
محمد راشد سرور، لاعب كرة قدم إماراتي.
بدأ مسيرته الكروية مع نادي الشعب، و كانت له تجربة احترافية في نادي ثون السويسري وفي عام 2006 انتقل إلى نادي الأهلي الإماراتي، وهو يلعب معهم حتى الآن.
و هو يلعب مع منتخب الإمارات لكرة القدم.

## كأس الخليج 2003
و قد سجل هدف في مرمى منتخب الكويت لكرة القدم، وقد سجل هدف في مرمى منتخب اليمن لكرة القدم.

## وصلة خارجية
- محمد راشد سرور على موقع الاتحاد الدولي (مؤرشف)  (الإنجليزية)
- محمد راشد سرور على موقع قاعدة بيانات كرة القدم.إي يو (الإنجليزية)
- محمد راشد سرور على موقع ناشيونال فوتبول تيمز (الإنجليزية)
- محمد راشد سرور على موقع كووورة